# Manuel Martínez Mediero
| Nombre     | Manuel Martínez-Mediero                        |
| Nacimiento | 12 de marzo de 1937                            |
| Origen     | Badajoz (España)                               |
| Ocupación  | Escritor, dramaturgo, funcionario, periodista. |

Manuel Martínez-Mediero (12 de marzo de 1937, Badajoz-) es uno de los dramaturgos más representativos del teatro extremeño de la segunda mitad del siglo XX en España. Debido a la gran cantidad de obras producidas y a su compromiso social en la primera etapa de su obra, es considerado el autor extremeño más importante en la historia del teatro contemporáneo. En 1999 fue galardonado con la Medalla de Extremadura "para un extremeño que considera un gozoso deber la participación de los intelectuales en las discusiones públicas de su entorno más inmediato, desde la cercanía cariñosa con las personas y la distancia irónica con las banderías", según se decía en el Decreto de concesión.

## Primeros años
Martínez-Mediero nació en Badajoz, ciudad que es también origen de su familia. Su padre fue ginecólogo, y fue la primera persona que realizó la operación de histerectomía en Extremadura. Su madre, que fue ama de casa, crio a sus cuatro hijos, de los que Martínez-Mediero es el tercero. En la actualidad, es viudo, padre de dos hijos y abuelo de dos nietas hispano-portuguesas.
Vivió en Badajoz hasta que terminó el Bachillerato en el Colegio de los Hermanos Maristas de Badajoz. Después, se licenció en Ciencias Económicas en Barcelona y Bilbao.
Sobre los recuerdos de su infancia y juventud, afirma lo siguiente: “Yo nací en el 37, en plena guerra, y fui concebido en el 36, o sea que yo iba en el vientre de mi madre cuando los milicianos de la República iban a casa buscando o requisando dinero y joyas. Mi madre era una mujer muy fuerte […]. Así comenzó mi vida, sin yo enterarme. Mi padre entonces curaba heridos en el Hospital de San Sebastián. Era un cirujano de una perfección enorme. Un difícil comienzo. Y de ahí a la escuela de doña Adelina. […] La etapa en los Maristas daría para una novela. […]. Como me críe con ama y niñera las mujeres fueron siempre mi refugio. Todas me adoraban, y yo a ellas. Yo siempre fui Manolito para mucha gente; hoy todavía hay primos que me llaman Manolito. Pero la mejor etapa fue la de Marilyn Monroe, que le escribí y me mandaron una foto de ella. La tengo por todas partes. Mi mujer, que sabía de esta debilidad, me compro un cuadro con ella, maravilloso. Pero yo tenía y tengo un tema serio, que mi imaginación va por delante de la realidad, y según la hora y el momento me doy contra una pared y me encuentro con la dura realidad”

## Obras y movimiento literario
Es en Barcelona y Bilbao donde comienza a sentir un acercamiento al teatro. Empieza su carrera dramatúrgica en esa época. La revista Yorik publica en 1967 La gaviota y el mar, que fue premio nacional de Teatro Universitario en 1965. Posteriormente se llamó Jacinta se marchó a la guerra, y fue grabada por TVE en los estudios de Barcelona. En Bilbao conoció al director Luis Iturri y el grupo Akelarre, que montaron en el Festival de Sitges de 1969 El último gallinero, obra de Madiero, que logró el premio a la mejor obra. 
Mediero comienza a escribir en pleno auge del teatro independiente. La crítica le incluye en la llamada "Generación del nuevo teatro español de los años sesenta", que pretendió renovar el panorama dramático en nuestro país. Las características de su teatro mezclan la experimentación vanguardista con el realismo social. 
El teatro de Mediero se puede dividir por etapas: Teatro de la crueldad, o el pesimismo y la condena al fracaso; Teatro de la libertad, o la sátira política; Teatro de la democracia, o el teatro de la revisión histórica. 
Entre 1967 y 1972, el autor registra su época de mayor creación, tras regresar a su Badajoz y empezar a trabajar como funcionario en la Delegación de Trabajo y como colaborador en periódicos, además de escribir teatro. En esta época obtiene numerosos premios. La revista Yorik publica varias de sus obras, como El Convidado (1970), El último gallinero (1970), El regreso de los Escorpiones (1972) y El Fernando, creación colectiva con autores noveles de su generación, estrenada en la I Semana Nacional de Teatro de Badajoz en 1972, por el T. V. de Murcia. La revista Primer Acto, que dirige José Monleón, publica Los Herederos (1971), y la Editorial La Mano en el Cajón, Perdido Paraíso (1972). Más tarde, Mediero escribirá teatro con algo menos de éxito: adaptaciones de obras clásicas, teatro histórico y piezas de índole crítico y paródico. 
Mediero ha representado muchas de sus obras; aunque algunas de ellas estuvieron marcadas por la censura.  En los últimos años de la dictadura de Franco, escribe y estrena algunas de las piezas principales de su producción teatral, movimiento que se ha nombrado teatro antropofágico. Podemos destacar: Las hermanas de Búfalo Bill (1971), El automóvil (1973) o El bebé furioso (1974). En 1972 estrena su primera obra en el teatro profesional, El bebé furioso, en el Teatro Alfil de Madrid. 
Durante la transición salieron a la luz obras escritas por el autor años atrás. Su teatro empieza a publicarse y estrenarse también fuera de España. Una pieza corta, El Convidado, es la más representada. 
En el Festival de Teatro Romano de Mérida sale exitoso gracias a la obra Lisístrata (1980). Estrena también Fedra, de Séneca, Tito Andrónico, de Shakespeare; y César y Cleopatra, de Bernard Shaw. 
Otras obras de Mediero que han sido publicadas o representadas son: Mientras la gallina duerme (1986), Un hongo sobre Nagasaki (1970), El hombre que fue a todas las guerras (1971), El automóvil (1972), Un rollo de papel higiénico marca Elefante (1975), Las bragas tendidas en el tendedero (1982), Juana del amor hermoso (1983), Heroica del domingo (1983), Aria por un papa español (1985),  Lola, la divina (1988), Madrecita del alma querida (1989), Tierra a la vista (1989), El niño de Belén (1990) y Las largas vacaciones de Oliveira Salazar (1990). 
En 1999, la Editorial Fundamentos, inició la edición de sus Obras Completas en catorce volúmenes.

## Premios y reconocimientos
A lo largo de su producción, Martínez Mediero ha recibido muchos premios y reconocimientos. 
• Premio Nacional de Teatro Universitario en 1965 por La gaviota y el mar y en 1970 con “Espectáculo siglo XX”. 
• Premio a la mejor obra del Festival de Sitges en 1969 por El último gallinero. 
• Premio “Ciudad de Alcoy” 1971 con Las planchadoras. 
• Premio de la Crítica de 1975 por Las hermanas de Búfalo Bill. 
• Premio de Teatro 2014 del diario mensual de Cáceres Avuelapluma. 
• En 1999, le concedieron la Medalla de Extremadura por sus éxitos en el Teatro Romano de Mérida. 
• El 10 de marzo de 2016, en el Cafetín del Teatro López de Ayala de Badajoz, recibió un homenaje con motivo del Día Mundial del Teatro, con la lectura de su obra Las planchadoras. 
• En 2007, el Festival de Teatro Clásico de Mérida rindió homenaje a Martínez-Mediero. 
• Fue propuesto para el Premio Príncipe de Asturias de las Letras en el año 2005. 
• El Grupo Socialista del Ayuntamiento de Badajoz propuso al Pleno (enero de 2016) una calle con su nombre y el nombramiento de hijo predilecto de la ciudad.